# Староверовская волость
Староверовская во́лость — историческая административно-территориальная единица Купянского уезда Харьковской губернии с центром в слободе Староверовка.
По состоянию на 1885 год состояла из 30 поселений, 19 сельских общин. Население — 11212 человек (5621 мужского пола и 5591 — женского), 1670 дворовых хозяйств.
|                        | Площадь, десятин | В том числе пахотной, дес. |
| ---------------------- | ---------------- | -------------------------- |
| Сельских общин         | 15515            | 10316                      |
| Частной собственности  | 16942            | 6226                       |
| Казенной собственности | —                | —                          |
| Другой собственности   | 273              | 240                        |
| В целом                | 32730            | 16782                      |

### Основные поселения волости[2]
- Староверовка — бывшая государственная слобода при реке Красная в 12 верстах от уездного города, 1282 человека, 185 дворовых хозяйств, православная церковь, почтовая станция, 3 лавки, 5 ярмарок в год.
- Безмятежное — бывшее государственное село при реке Волошская Балаклейка, 596 человек, 98 дворовых хозяйств, лавка, постоялый двор.
- Волосская Балаклея — бывшая государственная слобода при реке Волошская Балаклейка, 1730 человек, 294 дворовых хозяйства, православная церковь, школа, почтовая станция, 5 постоялых дворов, 2 лавки, 3 ярмарки в год.
- Новониколаевка — бывшая государственная слобода при реке Гусинка, 2602 человека, 375 дворов, православная церковь, школа, лавка.
- Смородьковка — бывшая владельческая слобода, 451 человек, 84 дворовых хозяйства, православная церковь.

### Храмы волости[3]
- Архангело-Михайловская церковь в слободе Волосской Балаклейке (построена в 1822 г.[4])
- Казанско-Богородичная церковь в слободе Староверовке (построена в 1854 г.[4])
- Николаевская церковь в слободе Новониколаевке (построена в 1857 г.[4])
- Покровская церковь в селе Безмятежном
- Покровская церковь в слободе Смородьковке (построена в 1858 г.[4])